# Rongonsalmifärjan
Rongonsalmi färjan är en linfärja (vajerfärja) som trafikerar mellan ön Viljakansaari och Lieviskä i kommunen Puumala i Finland. Färjeledens längd är 360 meter.
Den nuvarande färjan på rutten är Lautta #193 som byggdes av Parkano Oy 1972. Färjan har en bärighet på 44 ton, en dödvikt på 72 ton och har utrymme för ca. 10 personbilar.